# Tadeusz Adam Kasprzycki
Tadeusz Adam Kasprzycki, poljski general, * 1891, † 1978.